# Silvia Kliche
Silvia Kliche (Montevideo, 10 de febrero de 1959) es una periodista, presentadora de noticias, escritora, documentalista, conferencista internacional, conductora de TV y actriz uruguaya.
Como periodista e informativista, trabajó en el noticiero de Teledoce Telemundo 12 durante 23 años consecutivos.
Como escritora es autora del libro Pachacuti: Ya es momento de que Nazca la verdad, sobre su investigación periodística de temas místicos y enigmas de la humanidad alrededor del mundo y especialmente en Nazca, Perú. 
Tiene dos hijos llamados Ignacio y Federico.

## Reconocimientos
Entre los reconocimientos cosechados a lo largo de su carrera, se destaca el que le fue otorgado por la Fundación Martín Reich, por su positiva labor periodística en el marco del "Día de la Libertad de Pensamiento".

## Actriz
- Debutó en teatro en 1993, integrando el elenco de la exitosa obra "Brujas", dirigida por Hugo Blandamuro, que con récord de público permaneció en cartel durante varios años.
- En el 2006 integró también el elenco de la divertida comedia "Solo para mujeres".

## Comunicadora
- "Completísimo" - Coconducción del programa periodístico y de entretenimientos de 3 horas de duración los domingos en pantalla Canal 12
- "Martini Pregunta" - Programa de preguntas y respuestas emisión semanal Canal 12
- Conductora del lanzamiento de la serie nacional "Al Desnudo" Canal 5

## Conferencista
A partir del 2004, se dedicó a dar conferencias sobre el "Perú Místico", siendo la primera uruguaya en recorrer e investigar en profundidad ese país y difundirlo.

## Documentalista
Produjo varios documentales, entre ellos:
- "El Preciado, un fantasma en el Rio de la Plata", investigación periodística sobre la  búsqueda del tesoro de un galeón español naufragado en las costas uruguayas.
- "Tiempos de cólera" investigación periodística sobre la pandemia de cólera en Latinoamérica

- Datos: Q86330240